# Комісар Олексій Вікторович
Олексі́й Ві́кторович Коміса́р — молодший сержант, військовослужбовець Збройних Сил України, учасник російсько-української війни.

## Життєпис
Народився 24 листопада 1975 року в Уманському районі на Черкащині.
Молодший сержант, проходив військову службу на посаді начальника наземного запитувача радіолокаційної станції окремого радіотехнічного батальйону.
Згідно з повідомленням Черкаського обласного ТЦК, загинув 21 березня 2022 року внаслідок ворожого ракетного обстрілу.

## Нагороди
- орден «За мужність» III ступеня (2022, посмертно) — за особисту мужність і самовіддані дії, виявлені у захисті державного суверенітету та територіальної цілісності України, вірність військовій присязі[2].